# Уимблдонский турнир 2016
Уимблдонский турнир 2016 года — 130-й юбилейный розыгрыш ежегодного профессионального теннисного турнира серии Большого шлема, проводящегося в Уимблдоне (Лондон, Великобритания) на кортах местного «Всеанглийского клуба лаун-тенниса и крокета». Традиционно выявляются победители соревнования в девяти разрядах: в пяти — у взрослых и четырёх — у старших юниоров.
Матчи основных сеток проходили с 27 июня по 10 июля. Соревнование традиционно завершает основной сезон турниров серии на данном покрытии.

## Соревнования

### Турнирный расклад

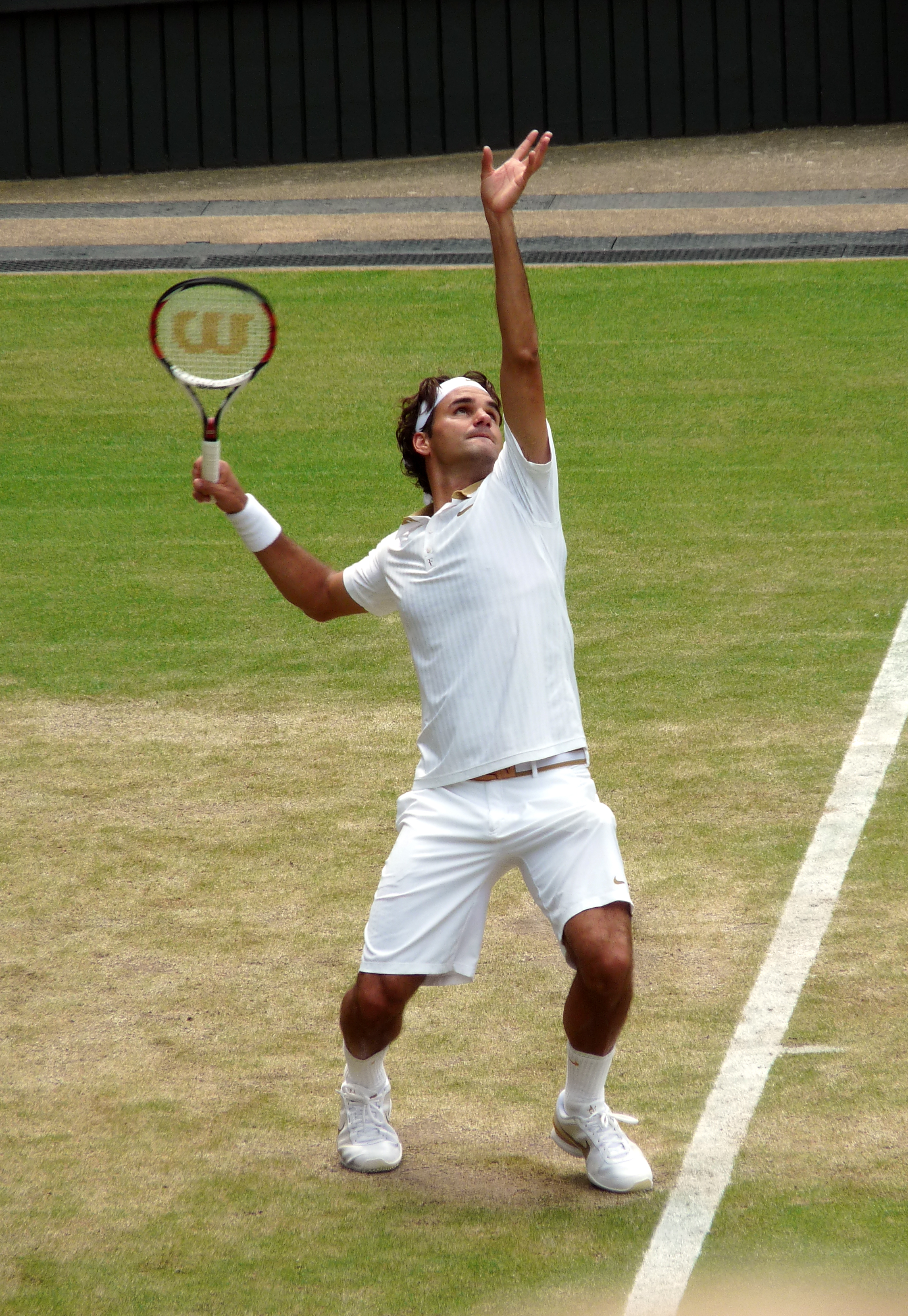
Роджер Федерер

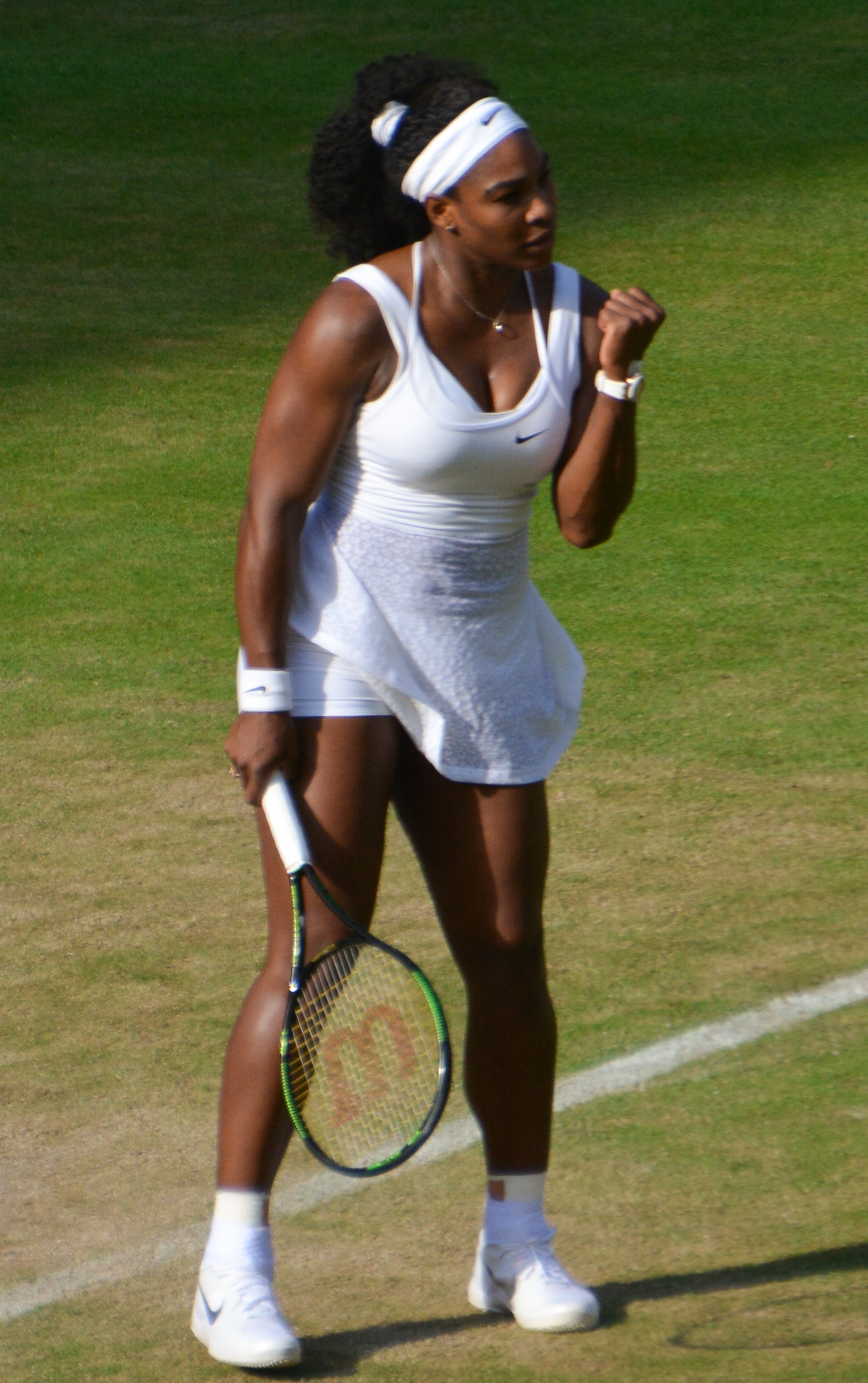
Серена Уильямс

Главным фаворитом в мужском турнире являлся Новак Джокович. Сербский теннисист выиграл четыре турнира Большого шлема подряд, собрав некалендарный Большой шлем. Новак также в двух последних розыгрышах Уимблдона становился чемпионом (2014 и 2015), а ещё выиграл титул в 2011 году. В 2016 году он, однако, потерпел сенсационное поражение в третьем круге от Сэма Куэрри. Главным соперником серба считался Энди Маррей, который выиграл Уимблдонский турнир в 2013 году, но проиграл Новаку два последних финала турниров Большого шлема подряд. Не стоит сбрасывать со счетов восстановившегося после травмы Роджера Федерера, который играл в финалах этого «мэйджора» два года подряд и выиграл семь рекордных титулов на Уимблдоне. К фаворитам в борьбе за трофей мог относиться Рафаэль Надаль, однако испанец не принял участие в турнире из-за травмы запястья.
У женщин главным претендентом на победу является Серена Уильямс, которая выигрывала Уимблдон 6 раз. Однако последние три турнира Большого шлема американка не выигрывала — в заключительных стадиях турниров она проигрывала, в том числе Серене не удалось взять верх в двух финалах. Если Уильямс выиграет титул, то сравняется со Штеффи Граф. В случае, если американская теннисистка проиграет в полуфинале, Серена может потерять первое место в рейтинге WTA. Соперником Серены являлась Гарбинье Мугуруса — чемпионка Открытого чемпионата Франции по теннису 2016 года и финалистка Уимблдона-2015. Но испанка не отличалась стабильностью в результатах и проиграла уже во втором круге Яне Чепеловой. Традиционно сильно играет на травяных кортах Агнешка Радваньская. Не стоит забывать о сестре Серены, Винус Уильямс — пятикратной чемпионке Уимблдона — и о посеянной четвёртой Ангелике Кербер, которая выиграла у Уильямс-младшей в финале Открытого чемпионата Австралии 2016 года.

### Погодные условия
Первая неделя Уимблдонского турнира в плане погоды была не идеальной: в Лондоне часто лил дождь. Из-за дождей многие матчи переносились, а первое воскресенье турнира (так называемое Middle Sunday) и вовсе стало полноценным игровым днём впервые с 2004 года. Впервые за 5 лет (с 2011 года) и в восьмой раз в истории организаторы приняли решение сократить поединки в мужском парном разряде с пяти партий до трёх в первом и втором кругах.

### Рейтинговые очки и призовые деньги

##### Рейтинговые очки
Ниже представлено распределение рейтинговых очков теннисистов на Уимблдонском теннисном турнире.

#### Взрослые
| Разряд            | Титул | Финал | Полуфинал | Четвертьфинал | 1/8 финала | 1/16 финала | 1/32 финала | 1/64 финала | Победа в квалификации | Финал квалификации | Второй круг квалификации | Первый круг квалификации |
| Мужской одиночный | 2000  | 1200  | 720       | 360           | 180        | 90          | 45          | 10          | 25                    | 16                 | 8                        | 0                        |
| Мужской парный    | 2000  | 1200  | 720       | 360           | 180        | 90          | 0           | н/д         | н/д                   | н/д                | н/д                      | н/д                      |
| Женский одиночный | 2000  | 1300  | 780       | 430           | 240        | 130         | 70          | 10          | 40                    | 30                 | 20                       | 2                        |
| Женский парный    | 2000  | 1300  | 780       | 430           | 240        | 130         | 10          | н/д         | н/д                   | н/д                | н/д                      | н/д                      |

| \| Разряд \| Титул \| Финал \| Полуфинал \| Четвертьфинал \| 1/8 финала \| 1/16 финала \| Победа в квалификации \| Финал квалификации \| \| Юноши, одиночный \| 375 \| 270 \| 180 \| 120 \| 75 \| 30 \| 25 \| 20 \| \| Девушки, одиночный \| 375 \| 270 \| 180 \| 120 \| 75 \| 30 \| 25 \| 20 \| \| Юноши, парный \| 270 \| 180 \| 120 \| 75 \| 45 \| н/д \| н/д \| н/д \| \| Девушки, парный \| 270 \| 180 \| 120 \| 75 \| 45 \| н/д \| н/д \| н/д \| |       |       |           |               |            |             |                       |                    |
| Разряд | Титул | Финал | Полуфинал | Четвертьфинал | 1/8 финала | 1/16 финала | Победа в квалификации | Финал квалификации |
| Юноши, одиночный | 375   | 270   | 180       | 120           | 75         | 30          | 25                    | 20                 |
| Девушки, одиночный | 375   | 270   | 180       | 120           | 75         | 30          | 25                    | 20                 |
| Юноши, парный | 270   | 180   | 120       | 75            | 45         | н/д         | н/д                   | н/д                |
| Девушки, парный | 270   | 180   | 120       | 75            | 45         | н/д         | н/д                   | н/д                |

### Призовые деньги
Призовой фонд в 2016 году на Уимблдонском теннисном турнире составил £ 28 100 000 и вырос на 5 % по сравнению с прошлым годом.
| Разряд             | Титул      | Финал      | Полуфинал | Четвертьфинал | 1/8 финала | 1/16 финала | 1/32 финала | 1/64 финала | Финал квалификации | Второй круг квалификации | Первый круг квалификации |
| Одиночный          | £2 000 000 | £1 000 000 | £500 000  | £250 000      | £132 000   | £80 000     | £50 000     | £30 000     | £15 000            | £7 500                   | £3 750                   |
| Парный *           | £350 000   | £175 000   | £88 000   | £44 000       | £23 250    | £14 250     | £9 250      | н/д         | н/д                | н/д                      | н/д                      |
| Смешанный парный * | £100 000   | £50 000    | £25 000   | £12 000       | £6 000     | £3 000      | £1 500      | н/д         | н/д                | н/д                      | н/д                      |

* на двоих игроков

## Чемпионы

### Взрослые

#### Мужчины. Одиночный разряд
Энди Маррей обыграл  Милоша Раонича со счётом 6-4, 7-6(3), 7-6(2).
- Маррей выиграл второй Уимблдонский турнир в карьере (первая победа была в 2013 году) и третий титул на турнирах Большого шлема.
- Маррей выиграл третий титул в сезоне и тридцать восьмой в карьере.
- Для британца это был одиннадцатый финал на турнирах Большого шлема (3 победы и 8 поражений).
- Раонич впервые сыграл в финале турнира Большого шлема.
- Раонич стал первым канадцем, сыгравшим в финале турнира Большого шлема в мужском одиночном разряде.

#### Женщины. Одиночный разряд
Серена Уильямс обыграла  Ангелику Кербер со счётом 7-5, 6-3.
- Серена Уильямс выиграла Уимблдонский турнир во второй раз подряд и в седьмой раз в карьере.
- Уильямс выиграла двадцать второй титул на турнирах Большого шлема и сравнялась по количеству титулов со Штеффи Граф.
- Американка провела третий финал на «мэйджорах» в этом сезоне, но выиграла только этот.
- Для Уильямс это был двадцать восьмой финал на турнирах Большого шлема (22 победы и 6 поражений).
- Ангелика Кербер впервые сыграла в финале Уимблдона и во второй раз в финал турниров Большого шлема (первый раз — в финале Открытого чемпионата Австралии 2016, где она обыграла Уильямс).
- Для Кербер это третий финал в сезоне и двадцать первый в карьере.
- Впервые с 2006 года две теннисистки сыграли в двух финал «мейджоров» за один сезон.

#### Мужчины. Парный разряд
Пьер-Юг Эрбер и  Николя Маю обыграли  Жюльена Беннето и  Эдуара Роже-Васслена со счётом 6-4, 7-6(1), 6-3.
- Эрбер и Маю выиграли второй титул в карьере на турнирах Большого шлема.
- Для Беннето и Роже-Васслена это второй финал на «мэйджорах».
- Французская пара выиграла турнир впервые с 2007 года.
- Впервые с 1983 года в финале Уимблдонского турнира играют представители одной страны.

#### Женщины. Парный разряд
Серена Уильямс и  Винус Уильямс обыграли  Тимею Бабош и  Ярославу Шведову со счётом 6-3, 6-4.
- Американки выиграли четырнадцатый титул на турнирах Большого шлема и шестой титул на Уимблдонском турнире в парном разряде.
- Сёстры Уильямс выиграли двадцать второй титул в парном разряде в карьере и первый за 4 года.
- Для Бабош и Шведовой это был второй финал в сезоне.

#### Смешанный парный разряд
Хенри Континен и  Хезер Уотсон обыграли  Роберта Фара и  Анну-Лену Грёнефельд со счётом 7-6(5), 6-4.
- Финн и британка выиграли первый титул в карьере на турнирах Большого шлема.
- Колумбиец впервые сыграл в финале «мейджоров», а немка сыграла в третьем финале турниров Большого шлема, два из которых выиграла.
- Впервые представитель Финляндии выиграл титул на турнире Большого шлема в миксте.

### Юниоры

#### Юноши. Одиночный турнир
Денис Шаповалов обыграл  Алекса де Минора со счётом 4-6, 6-1, 6-3.

#### Девушки. Одиночный турнир
Анастасия Потапова обыграла  Даяну Ястремскую со счётом 6-4, 6-3.

#### Юноши. Парный турнир
Кеннет Райсма /  Стефанос Циципас обыграли  Феликса Оже-Альяссима /  Дениса Шаповалова со счётом 4-6, 6-4, 6-2.

#### Девушки. Парный турнир
Усуэ Майтане Арконада /  Клер Лю обыграли  Мариам Болквадзе /  Кэти Макнейли со счётом 6-2, 6-3.

### Ветераны

#### Мужчины до 45 лет. Парный разряд
Грег Руседски /  Фабрис Санторо обыграли  Юнаса Бьоркмана /  Томаса Юханссона со счётом 7-5, 6-1.

#### Женщины. Парный разряд
Мартина Навратилова /  Селима Сфар обыграли  Линдсей Дэвенпорт /  Мэри-Джо Фернандес со счётом 7-6(5), 0-0(отказ).

#### Мужчины старше 45 лет. Парный разряд
Тодд Вудбридж /  Марк Вудфорд обыграли  Паула Хархёйса /  Якко Элтинга со счётом 6-2, 7-5.

### Теннис на колясках

#### Мужчины. Одиночный разряд
Гордон Рид обыграл  Стефана Ульссона со счётом 6-1, 6-4.

#### Женщины. Одиночный разряд
Йиске Гриффиун обыграла  Аник ван Кот со счётом 4-6, 6-0, 6-4.

#### Мужчины. Парный разряд
Гордон Рид /  Алфи Хьюитт обыграли  Николя Пайфера /  Стефана Уде со счётом 4-6, 6-1, 7(8)-6.

#### Женщины. Парный разряд
Юи Камидзи /  Жордан Уайли обыграли  Йиске Гриффиун /  Аник ван Кот со счётом 6-2, 6-2.